# 拓跋仁
拓跋仁（5世纪？—453年9月13日），鲜卑名库仁真，拥有直懃头衔，魏明元帝拓跋嗣之孙，抚军大将军、永昌庄王拓跋健之子，北魏宗室、官员。

## 生平
拓跋仁在父亲拓跋健去世后袭爵为永昌王，拓跋仁矫健勇猛，有父亲的风范，伯父魏太武帝认为他很奇特。太平真君六年（445年）十一月，北魏选拔六州士兵中勇猛的两万人，派遣拓跋仁和高涼王拓跋那各率一万骑兵，向南进攻淮河和泗水以北的刘宋地区，将青州和徐州的百姓迁徙充实到黄河以北。太平真君七年（446年）二月，拓跋仁到达高平，俘虏刘宋将军王章，又进攻金乡、方与，迁移刘宋百姓五千家到黄河以北。
太平真君七年（446年），刘宋太原郡人颜白鹿私自进入北魏境内，被北魏俘虏，北魏相州刺史要杀了颜白鹿，颜白鹿欺骗说：“是青州刺史杜骥派我来归顺。”北魏人将颜白鹿送到平城，魏太武帝高兴的说:“杜骥是我母亲的同姓。”魏太武帝命令崔浩写信给杜骥，派遣司徒祭酒王琦携带书信随颜白鹿南归，又命令永昌王拓跋仁、高凉王拓跋那率领士兵迎接杜骥，在历城进攻刘宋冀州刺史申恬，杜骥派遣宁朔司马夏侯祖权、中兵参军吉渊等人率领将士迅速救援历城，北魏攻克太原郡，得到四千多人口，六千多头牛。北魏军队于是侵犯兖州、青州和冀州，到清水以东而返回，杀死和掠夺了很多人，刘宋北部边境骚动。
太平真君七年（446年）五月，盖吴在杏城重新聚集党羽，自号秦地王，重振声势，魏太武帝派遣拓跋仁和拓跋那都督北道各路军队前往讨伐。八月，盖吴被部下杀死，拓跋仁讨伐盖吴的残余党羽白广平、路那罗等人，将他们全部平定。此后拓跋仁长期在长安镇守。
太平真君十一年（450年）二月，魏太武帝派遣拓跋仁率领步兵和骑兵一万多人，驱赶从淮西六郡俘虏的百姓驻扎在汝阳郡，宋文帝刘义隆命令徐州刺史武陵王刘骏派兵进攻汝阳郡，刘骏派遣参军刘泰之、安北骑兵行参军垣谦之、田曹行参军臧肇之、集曹行参军尹定、武陵国左常侍杜幼文率领军队进攻汝阳郡。魏军只以为宋军的救兵会从寿阳来，没料到北方彭城方向的宋军援军。魏军的军营扎在汝阳城北，离城三里左右。刘泰之等人到达时，魏军完全没有察觉。二月丁酉（450年3月5日），刘泰之等人直接冲入魏军大营发起突然袭击，杀死三千多人，焚烧魏军的军事物资。北魏军队一时之间逃走溃散，宋军追击，但因为已经行走了一整天，人马都很疲倦，就退回汝南郡。汝阳城内有一个军营，驻扎有魏军的骑兵和步兵五百人，魏军登上汝阳城知道刘泰之没有后援，又有北魏钜鹿公余嵩从虎牢率领士兵来支援，魏军就出城进攻刘泰之。刘泰之的军队没有进食，早上开战已经疲劳，还没能布下军阵，垣谦之先行撤退，宋军惊恐混乱，放弃兵器逃走，迷失道路前去渡过溵河，溵河水深岸高，人和马都下水争相渡河，刘泰之被北魏杀死，臧肇之溺水而死，督战的殿中将军程天祚被俘虏。
太平真君十一年（450年）八月，拓跋仁救援虎牢，击败刘宋将军到坦之，到坦之逃走。十月，魏太武帝讨伐刘宋，魏太武帝命令各位将军分兵同时前进，派遣征西大将军、永昌王拓跋仁从洛阳向寿阳进军，尚书长孙真向马头进军，楚王拓跋建向钟离进军，高凉王拓跋那从青州向下邳进军，魏太武帝自己从东平向邹山进军。当时刘宋准备北伐北魏的关中地区，刘宋外兵参军庞季明已经虚龄七十三岁，是关中地区显贵的豪门世族，羌族大多归附于他，庞季明请求去长安，招安关中和陕县。于是庞季明从赀谷进入卢氏县，卢氏县人赵难收留了庞季明，弘农郡的豪强之前有归附刘宋的意思，所以刘宋委派庞季明前去。十月，刘宋奋武将军鲁方平、建武将军薛安都、略阳郡太守庞法起向白亭进军。庞法起率领鲁方平、薛安都等各路军队前进，从修阳亭进入熊耳山。庞季明进入抵达高门木城，永昌王拓跋仁来到弘农郡，于是返回卢氏县，占据险要之地自我防守。闰十月，刘宋殿中将军邓盛、幢主刘骖乱派遣进入荒田，招募宜阳人刘宽纠率领义兵两千多人，与宋军一起进攻金门邬，屠杀了防守的魏军，北魏的戍主李买得被杀死，李买得是李初古拔之子，担任拓跋仁的永昌王长史，在北魏勇冠三军，拓跋仁听说李买得之死，好像失去左右手一样。十一月，拓跋仁进攻悬瓠，俘虏刘宋守将赵淮，又攻克项城，击败尉武戍，俘虏尉武戍的戍主。拓跋仁又进攻寿阳，驻扎在孙叔敖的墓地，掠夺马头郡和钟离郡。宋文帝担心魏军进攻寿阳，征召左军将军刘康祖返回。刘康祖返回途中，离着寿阳还差几十里路，十一月癸卯（451年1月5日），拓跋仁率领长安的八万骑兵在尉武追上了刘康祖。刘康祖部下只有八千人，军中副将胡盛之想要凭借山势的险要，走小路回到寿阳。刘康祖发怒说：“我接受本朝的任命，扫荡黄河洛水地区，虏寇如今自己送上门，正好不再使我军远征劳苦。这些犬羊一样的东西虽然来的多，其实很容易消灭。我们的士兵久经训练，武器精良，而且距离寿阳只有几十里路，援军不久就到，还担心什么呢？”宋军于是把战车结成营垒，继续前进。刘康祖下令说：“犹豫观望的斩首，改变行动方向的斩足！”魏军四面围攻，宋军殊死搏斗，从早上到下午申时，魏军死伤一万多人，宋军士兵流下的血液把脚踝都淹没了，刘康祖受伤十处，精神更加激昂。魏军把部队一分为三，轮流休息和作战。晚上大风急刮，魏军用骑兵背草烧宋军的战车营垒，刘康祖去填补空缺，被流箭贯穿脖子坠马而死，宋军不能作战，因此溃散，被全部杀死，自己逃走的只有几十个人，刘宋将军胡盛之、王罗汉等人被俘虏送到魏太武帝的行宫。拓跋仁命令士兵把斩下的宋军首级拖到寿阳城外，绕城三圈，堆积在城西，首级和城墙一样高。刘宋守将南平王刘铄烧掉城郭四周的房屋，环城而守。
太平真君十一年十二月丙辰（451年1月18日），魏太武帝从彭城发兵南下，永昌王拓跋仁也从寿阳向长江岸边的横江经发，经过之处全部残杀消灭，刘宋的城市望风逃走。
興安二年（453年）七月，拓跋仁與濮陽王閭若文谋反，被发觉，七月乙丑（453年9月13日），拓跋仁在长安被赐令自杀，封国被削除。

## 鲜卑名
北京大学历史系研究生于子轩认为，拓跋仁的鲜卑语本名库仁真可以复原作koñinčin，意思是羊倌。

## 家庭

### 妻妾
- 李氏，刘宋济阴郡太守李方叔之女，后成为魏文成帝的贵人
- 李氏，李方叔另一女，魏文成帝贵人的姐妹[38][39]